# Heinz Dundersztyc
Doktor Heinz Dundersztyc – pierwszoplanowy antagonista z serialu animowanego Fineasz i Ferb, stworzony przez Dana Povenmire i Jeffa „Swampy'ego” Marsha. W amerykańskiej wersji serialu głosu Heinzowi użycza Dan Povenmire, zaś w polskiej Wojciech Paszkowski.

## Opis postaci
Postać doktora Dundersztyca po raz pierwszy pojawiła się w pilotowym odcinku serialu i od tego czasu nie pojawił się tylko w epizodzie „Izabella i Świątynia soku”. Wiecznie niekompetentny i zapominalski szalony naukowiec Dundersztyc jest głównym czarnym charakterem serialu i najważniejszą postacią drugiego planu.
Celem życiowym Dundersztyca jest „przejęcie władzy na obszarze Trzech Stanów”, co próbuje osiągnąć za pomocą różnorakich przyrządów i wynalazków, których nazwy zwykle kończą się przyrostkiem „-inator”. Ze swoją byłą żoną Charlene ma córkę Vanessę, którą stara się uszczęśliwić spóźnionymi prezentami.
W większości odcinków serialu, Dundersztyc ma zły plan lub wynalazek, którego przyczynę powstania często wyjaśnia za pomocą retrospekcji ze swojej młodości. Dotyczą one przeżyć Heinza z czasów jego dzieciństwa w fikcyjnej wsi Gimmelschtump w Druselstein, kiedy to był krzywdzony przez swoich rodziców zakazujących mu niemalże wszystkiego, zmuszających do pracy jako krasnal ogrodowy lub do noszenia sukienek. W końcu rodzice porzucili go i został wychowany przez oceloty. Dundersztyc często używa monologów i stosuje przemoc fizyczną wobec swego nemesis Pepe Pana Dziobaka, antropomorficznego dziobaka, należącego do zwierzęcej agencji zwalczającej przemoc o nazwie O.B.F.S. (Organizacja Bez Fajnego Skrótu). W marketingu, postać doktora Dundersztyca pojawia się w kilku rodzajach towarów nawiązujących do serialu, w szczególności w książkach i grach wideo.